# Gunter Gabriel
Günter Caspelherr, (Bünde, 11 juni 1942 - Hannover, 22 juni 2017), beter bekend onder zijn artiestennaam Gunter Gabriel, was een Duitse schlager- en countryzanger.
Gabriel vergaarde populariteit in Duitsland in de jaren 70. In 1974 scoorde hij zijn eerste hit met Er ist ein Kerl, gevolgd door diverse andere nummers met hitnotering in de daaropvolgende vier jaar. In de periode, tot 2004, daarna bracht Gabriel enkel studioalbums uit. Verder werkte Gabriel als muziekproducent en componist.
Gabriel trouwde vier keer en hij heeft vier kinderen.
Op de avond voor zijn 75e verjaardag viel hij van een stenen trap en moest geopereerd worden. Hij overleed 12 dagen later in het ziekenhuis van Hannover.

## Discografie
Zie ook: Discografie van Gunter Gabriel
- Gemeinsame Normdatei: 134380177
- International Standard Name Identifier: 0000 0000 7985 7496
- Library of Congress Control Number: no2007039197
- MusicBrainz: db6c906b-d925-4082-8475-ad23a03370f3
- Virtual International Authority File: 19453320
- WorldCat: E39PBJpjdhvmQv4VhmXwvPR3Qq